# Anna-Lena Löfgren
Anna-Lena Löfgren, under en period Anna-Lena Löfgren Löf, född 1 maj 1944 i Stockholm, död 21 maj 2010 i Rånäs i Norrtälje kommun, var en svensk sångerska. Hon var under 1960- och 1970-talen en av landets mest populära sångerskor och uppnådde stor popularitet också i Tyskland. Bland hennes populära låtar var "Se mig i ögonen älskling", "Måndag måndag", "Kärlek på lasarett", "Det finns ingenting att hämta", "Sommaren det hände" och "Plaisir d'amour". På 1970-talet övergick Löfgren allt mer till att sjunga andliga sånger, bland annat tillsammans med Artur Erikson.
Hennes största skivframgång var "Lyckliga gatan" som låg 14 veckor på Svensktoppen 1967. Den toppade också försäljningslistorna och såldes i över 150 000 exemplar i Sverige – skivbolaget Metronomes mest sålda skiva, berättar skivbolagsdirektören Anders Burman i boken De legendariska åren – Metronome records – och platina och diamant i Norge.
Liksom kollegorna Lill-Babs och Siw Malmkvist fick Anna-Lena Löfgren stora framgångar i Västtyskland där svenska schlagersångerskor alltid stått högt i kurs. Bland hennes tyska hits kan nämnas "Dein Herz, das muß aus Gold sein", "Rot ist die Liebe" och "Alle Blumen wollen blühen". Sammanlagt gav hon ut 22 tyskspråkiga singlar mellan åren 1962 och 1973. "Abschiednehmen ist so schwer" är en tysk cover av Neil Sedakas "Breaking up Is Hard to Do". Hon återkom i Tyskland 2001 med "Irgendwann nimmt das Glück dich in den Arm".
Två gånger deltog hon i den svenska Melodifestivalen, 1963 och 1968. Löfgren hade sammanlagt 35 låtar på Svensktoppen.

## Biografi

### Tidiga år
Anna-Lena Löfgren föddes och växte upp i Enskede. Hon hade då en tre år äldre broder och skulle 16 år senare med samma föräldrar få ytterligare en broder. Modern sjöng i olika sammanhang och spelade lite piano. Anna-Lena lärde sig nödtorftigt behärska dragspel och i någon utsträckning även gitarr.
Sin offentliga debut gjorde hon vid fem (ibland sägs det fyra) års ålder hos "Farbror Sven", Sven Jerring, i hans radioprogram Barnens brevlåda. Där sjöng hon, berättar brodern Jan-Eric Löfgren i samtal med författaren, visan "God natt små kamrater och tack för idag". Sven Jerring låtsades, under pågående sändning, att han somnade och den lilla femåringen slog försiktigt till honom med uppmaningen "Upp med dig!". När hon var sju år började hon i radions flickkör vilken hon tillhörde under fyra års tid.

### Tidig karriär
Löfgren utvecklade tidigt en vacker, ganska spröd sångröst, och den gav henne under tonåren flera framgångar i skilda sångtävlingar. I Bromma-Spånga-paraden segrade hon före Sylvia Vrethammar. I Nalens Coca-Cola-parad, som avgjordes 1960, blev det en ny seger. Den blev avgörande för den fortsatta karriären. I publiken befann sig vid detta tillfälle de båda ägarna av skivbolaget Metronome Anders Burman och Börje Ekstedt. De skrev genast ett skivkontrakt med vinnaren, berättar brodern Jan-Eric (enligt Stora schlagerboken skedde detta i stället när hon vunnit tävlingen Ungdom med ton). Burman önskade dock att hans discipel skulle få mera rutin och placerade henne därför i Leif Kronlunds orkester. Här verkade hon under något år som vokalist samtidigt som hon bedrev gymnasiestudier. Hon upptäcktes av Rock-Olga på Nalen i Stockholm.
I oktober 1961 kom Löfgren ut med sin första skiva, en EP (även en singel) där "Iwan Iwanowitsch" hade placerats som A-sidans första låt. På skivan fanns bland andra också "Regniga natt" med svensk text av Bo Göran Edling. Den låten hade hon fått vetskap om sommaren 1961 när hon deltog i en talangtävling i Kornsjöstrand utanför Örnsköldsvik – en tävling som hon vann – och där hon träffade norrmannen Harald Pettersen. Han hade skrivit låten och haft en hit med den hemma i Norge. Löfgrens första skiva tilldrog sig inte någon större uppmärksamhet. Detsamma kan sägas om hennes följande skiva Gå tillbaks igen som gavs ut på våren 1962.
Löfgrens genombrott var en följd av framträdanden i TV. Ett första sådant, vilket gjorde henne känd, skedde i november 1961 då hon förekom i Putte Wickmans program Onsdagsträff. En senare, än viktigare händelse blev hennes medverkan i början av november 1962 i det i TV nystartade programmet Hylands hörna. Här sjöng hon "Regniga natt". Den gjorde succé direkt och skivbolaget företog genast en nyinspelning av låten och gav ut den på en EP. Inom ett par veckor gick den in på första plats på Svensktoppen. Här blev den kvar i totalt 21 veckor, varav åtta som nummer ett. Totalt sålde skivan i mer än 100 000 exemplar och blev således en så kallad guldskiva. Den kommande sommaren medförde en tre månader lång turné med besök i 115 folkparker, berättar brodern Jan-Eric som då var turnéledare.
Några få år under första delen av 1960-talet sjöng Anna-Lena Löfgren tillsammans med Ann-Louise Hanson och Siw Malmkvist. De tillhörde alla skivbolaget Metronome och var goda vänner. Bolagsdirektören Anders Burman fick idén att de tre skulle bilda en grupp. Trion kallades Snopporna. Gruppen gav ut fyra svenska skivor, vilka alla testade till Svensktoppen. Endast en, "Vår runda jord", tog sig in på listan i oktober 1964 och vistelsen där inskränkte sig till två veckor. En singelskiva på tyska från 1963, där trion kallade sig SWE-star, nådde inte upp på topplistorna.

### Resten av 1960-talet
"Regniga natt" inledde en framgångsperiod som kom att bestå under många år. En bekräftelse på uppskattningen blev det stora antal låtar som Anna-Lena Löfgren lyckades placera på Svensktoppen. Den totala summan utgör 40 och av dessa kom åtta att vid något tillfälle belägga plats ett. Även om ganska många blev kortlivade på listan kom åtskilliga att anta formen av så kallade långkörare med fina placeringar. Sammantaget kom 14 av hennes melodier att finnas på listan tio veckor eller mer. Redan 1963 fick hon sin mesta långkörare någonsin. Det var "Se mig i ögonen älskling", en melodi av tyskt ursprung. Den hade försetts med svensk text av Gösta Rybrant och fanns på Svensktoppen under 29 veckor – fem av dessa på plats ett. 1966 var det dags för en ny ”långliggare”. Låten hette "Var barmhärtig". Originalet var amerikanskt med titeln "Ivy Rose", mest känt från en inspelning av Perry Como. Med denna låt tillbringade Löfgren elva veckor på Svensktoppen och befann sig i topp under fyra av dessa. Sedan 1965 var hon gift med musikern Karl Lundborg, ett äktenskap som varade i fyra år.
År 1967 kan betecknas som Löfgrens främsta svensktoppsår. I april kom hon in på listan med den klassiska franska melodin "Plaisir d'amour". Den hade tidigare spelats in av många berömda sångerskor, till exempel Joan Baez och Marianne Faithfull. På Svensktoppen blev låten bara kvar sex veckor, men två av dessa toppade den listan. Veckan efter det att denna låt hade lämnat listan återkom Löfgren, nu med melodin "Det finns ingenting att hämta", som var B-sida på Plaisirskivan. Det var en svensk version av "Blame It on the Bossa Nova" med vilken Eydie Gormé hade haft en internationell hit 1963. Den svenska texten hade skrivits av Stikkan Anderson, och låten höll sig kvar på Svensktoppen under 11 veckor med placering nummer tre som främsta merit.
I december detta år gjorde "Lyckliga gatan" entré på Svensktoppen. Det var Britt Lindeborg som hade skrivit svensk text till denna italienska melodi där hon, enligt vad hon berättar i boken Lyckliga Gatan, du finns inte mer …, tänkte på sin egen uppväxtmiljö i Hagalund. För arrangemanget svarade Anders Burman. Låten gjorde stor succé och följde Anna-Lena Löfgren livet igenom vid alla uppträdanden. Den befann sig på Svensktoppen 14 veckor och var etta under nio av dessa. Den låg även etta på Kvällstoppen. Skivan sålde mer än 150 000 exemplar, vilket innebar en ny guldskiva. I Norge blev framgången ännu större och här nådde skivan platinanivå. "Lyckliga gatan" gavs även ut på den tyska skivmarknaden där den fick titeln "Immer am Sonntag".
Om man till detta lägger att Anna-Lena Löfgren under 1967 hade ytterligare ett par låtar på Svensktoppen är det verkligen motiverat att tala om hennes största år. Framgångarna fortsatte. Både under 1968 och 1969 lyckades hon placera en långkörare på Svensktoppen. År 1968 var det "Sommaren det hände", en italiensk låt som fått svensk text av Bo-Göran Edling och fanns på listan under elva veckor. En vecka mindre blev det 1969 för melodin "Minns du de'" som flera veckor låg på tredje plats. I en intervju från 2005, återgiven i Stora schlagerboken, säger Löfgren att den låt som publiken hade uppskattat mest vid hennes konserter var "Kärlek på lasarett". Märkligt nog, kan det tyckas, lyckades den 1963 bara hålla sig kvar på Svensktoppen en vecka. Samma gällde 1965, även här något förvånande, med "Vad är det för väder vi fått?", vilken ofta kunde höras i olika radioprogram.
Vid två tillfällen, 1963 och 1968, deltog Anna-Lena Löfgren i Melodifestivalen. År 1963 tävlade tolv melodier. Utgången avgjordes av en expertjury som placerade "En gång i Stockholm" på första plats. Löfgrens låt "Säg varför", skriven av Ulf Källqvist, blev oplacerad. År 1968 tävlade tio av TV-ledningen utvalda artister. Elva jurygrupper röstade och gav segern till "Det börjar verka kärlek, banne mej" som sjöngs av Claes-Göran Hederström. Löfgrens melodi hette "Jag vill tro" och hade skrivits av Britt Lindeborg. Den erhöll bara fem poäng och blev därmed sexa.

### 1970- till 1990-talet

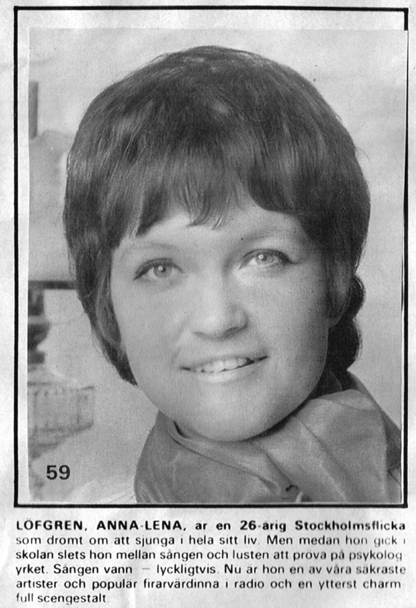
Anna-Lena Löfgren, 1970.

Det dröjde ända till 1973 innan hon på nytt fick en långkörare på topplistorna. Låten ifråga var "Kom morgon", en sång där Britt Lindeborg satt svensk text till "Ey sham", Israels bidrag i Eurovision Song Contest 1973. Den blev kvar på Svensktoppen under 16 veckor och hamnade som bäst på tredje plats. 1974 införde radions ledning nya regler för Svensktoppen, vilka fick stor betydelse för tävlingens utformning. En regel, som kom att gälla fram till 1982, sade att en enskild inspelning bara fick finnas på listan under tio veckor (i praktiken ofta elva). En andra regel, som kom att gälla till mitten av 1978, stadgade att såväl musik som text till de låtar som kom in på listan skulle vara skrivna av svenska medborgare. Båda dessa regler kom att påverka åtskilliga av Löfgrens besök på Svensktoppen under åren fram till 1980. 1974, då hon för övrigt hade fyra låtar på listan, tvingades hon lämna listan efter elva veckor, varav två som etta, med låten "Säg god morgon", skriven av Torgny Söderberg. Detsamma gällde under samma år "En stilla sång" av Lasse Holm och Ola Magnell samt "Nu är jag fri", en låt skapad av Gösta Linderholm. Mönstret upprepades 1975 med melodin "Tomma löften, tomma ord" där musik och text kom från duon Lars E. Carlsson och Hans Sidén. Den sjöng Löfgren tillsammans med Ove Janson. Även låten "Säg blir det så här när vi blir gamla" från 1976 med Torgny Söderberg som kompositör fick lämna listan efter elva veckor. Samma öde drabbade 1980 Löfgrens sång "Morgon varför väcker du upp oss", som hade skrivits av Lars E. Carlsson. Att förbudet mot melodier med utländskt ursprung hade upphört fick Löfgren glädje av 1979. Tillsammans med Pierre Isacsson och Mats Rådberg sjöng hon då in "Halleluja", den israeliska vinnarlåten i Eurovision Song Contest detta år. De tre kom in på Svensktoppen där de blev kvar under tre veckor och som etta under två av dessa.
Efter att ha varit borta från Svensktoppen i 15 år lyckades Anna-Lena Löfgren 1995 åter, och för sista gången, ta sig in på denna. Hennes låt hette "Välkommen till Pireus". Den hade skrivits av hennes kamrat och musikpartner Christer Peters från Blekinge, medan hon själv svarade för huvuddelen av texten. Vistelsen på listan blev sju veckor lång med en tredjeplats som bäst. Sången fanns med på hennes album På begäran, där många av hennes topplåtar från 1970-talet ingick.

### Karriär i Tyskland
I likhet med Siw Malmkvist och Lill-Babs satsade Anna-Lena Löfgren tidigt på en karriär i Tyskland. Under perioden 1962 till 1973 gav hon ut sammanlagt 20 tyskspråkiga singelskivor. Hennes besök i Tyskland var då många liksom hennes framträdanden i TV och radio. De första skivorna tilldrog sig inte någon större uppmärksamhet. Den fjärde, från 1964, med låten "Morgen hast du keine Sorgen" – originalet var här Siw Malmkvists "För sent ska syndar'n vakna" – blev däremot en rejäl framgång. Med låten "Dein Hertz, das muss aus Gold sein" från 1967, där ursprunget var hennes egen inspelning "Hjärtat på rätta stället", fick hon en rejäl hit som hängde kvar på topplistorna i 20 veckor. Flera följande skivor sålde bra, inte minst "Immer am Sonntag”, den tyska versionen av "Lyckliga gatan". I den tyska TV-sända tävlingen Schlager-Wettbewerb 1968 kom hon på fjärde plats av tolv startande med melodin "Alle Blumen wollen blühen" (Siw Malmkvist segrade).
År 1969 fanns hon på ZDF:s topplista med "Rot ist die Liebe". År 2001 gav skivbolaget Funny Artists in Deutschland ut en singel-CD med Anna-Lena Löfgren där hon på A-sidan sjöng en ny melodi med titeln"”Irgendwann nimmt das Glück dich in den Arm". Under årens lopp utkom tre tyska LP/CD-album. Den första LP:n från 1968 hette kort och gott Anna-Lena. Redan 1970 följdes den av Festliche Weinacht, som bara innehöll julmelodier. På skivmärket Bear Family utgavs så sent som 1998 en CD-skiva för vilken man valt titeln på hennes singelsuccé från 1967 Dein Hertz …. Ett tydligt exempel på Anna-Lena Löfgrens popularitet i Tyskland var att hennes sista CD-singel Ich dich auch gavs ut där samma dag som hon avled.

### Andlig musik, album och hjälpkonserter
Svensktoppen hade inte något fönster öppet för andlig musik, och därför hamnade inte någon melodi från Anna-Lena Löfgrens och Artur Eriksons succéskiva från 1969 på listan. År 1969 inledde Anna-Lena Löfgren ett samarbete med pastorn och sångaren Artur Erikson, som tillhörde Svenska Missionsförbundet. De sjöng i slutet av detta år in en LP med titeln Jul, jul, strålande jul. Skivan blev en veritabel succé och försäljningen uppnådde diamantnivå, vilket innebar 100 000 exemplar för en LP. Deras samverkan ledde redan följande år till en ny LP kallad Sånger vid brasan. År 1975 kom deras tredje LP som gavs titeln Ovan där, efter en av skivans melodier. Tillsammans genomförde de under perioden flera turnéer. Löfgren kom även att turnera med Jan Sparring. Han tillhörde pingströrelsen och var sedan slutet av 1960-talet en av landets mest populära andliga sångare. Kyrkor och andlig musik förekom flitigt även i det samarbete som Löfgren under 1980- och 1990-talen genomförde med Christer Peters. En LP som Anna-Lena Löfgren gav ut redan 1972, Nu tändas tusen juleljus, innehöll bara andliga sånger och detsamma gällde en LP från 1985 med titeln Sånger från hjärtat.
Anna-Lena Löfgren gav ut nästan 15 LP-skivor, så kallade album, i Sverige. Några av dessa har nämnts i det föregående. Flera av de övriga var reguljära samlingsskivor där låtar från tidigare singel- och EP-skivor lades in. Bland andra av hennes LP-skivor kan noteras en från 1977 där hon sjöng med poliskören i Stockholm och en från 1989 där hon konserterade tillsammans med Ytterlännäs kyrkokör från Ådalen. En LP av annorlunda slag kallad Skattkisten spelade hon in 1985. På denna sjöng hon tillsammans med den norske schlagerstjärnan Ray Adams. De melodier som valts var i flertalet fall så kallade örhängen som hade givits moderna arrangemang. Med viss förvåning kan noteras att hon inte spelade in något album med låtar av Jules Sylvain, vilka bar upp hennes turné sommaren 1973.
Löfgren, som själv och frivilligt var barnlös, visade stort engagemang för utsatta barn. För att samla in pengar till sådana anordnade hon en rad hjälpkonserter. Tillsammans med sin man i andra äktenskapet, musikern Benny Löf, företog hon många sändningar av olika förnödenheter till barnhusbarn i Polen.

### Andra aktiviteter och senare år
Löfgren turnerade mer än de flesta av sina kollegor med krafter som föreföll outsinliga. Under vissa och många år utförde hon flera hundra framträdanden. Hennes sista låt på Svensktoppen var "Välkommen till Pireus" 1995.
Löfgren bedrev också universitetsstudier i psykologi.
Den polio som hon drabbades av i unga år, och som innebar att hon tidigt måste använda sig av käpp, medförde att hon på senare år kom att vara sittande vid sina konserter. Så var exempelvis fallet när hon under en treårsperiod efter millennieskiftet genomförde projektet ”Kultur i vården”, där hon i närområdet uppträdde på sjukhus, vårdhem, servicehem och äldreboenden. Från 2003 var hon bunden till rullstol både ute och inne. Hon minskade nu på sina arbetsåtaganden men fortsatte med bland annat allsångskvällar och diverse enklare evenemang. År 2005 tröt krafterna och hon upphörde med offentliga uppträdanden. Under sina sista levnadsår var hon med hjälp av kollegan Christer Peters i färd med att skriva sina memoarer. Detta projekt var inte helt fullföljt när Anna-Lena Löfgren avled i maj 2010, i sitt hem med adress Lyckliga gatan där hon hade bott i många år. Enligt vännen och kollegan Christer Peters avled Löfgren efter en tids sjukdom.

## Privatliv
Från 1990-talet bodde hon på den av henne namngivna adressen Lyckliga gatan i Rånäs i Uppland.

## Diskografi (album i urval)
- 1963 - Anna-Lena
- 1967 - Lyckliga gatan
- 1968 - Sommaren det hände
- 1969 - Jul jul strålande jul (med Artur Erikson)
- 1969 - Minns du de?
- 1972 - Som en sång
- 1972 - Nu tändas tusen juleljus
- 1973 - Ovan där
- 1975 - Anna-Lenas Greatest Hits
- 1977 - Anna-Lenas Greatest Hits Vol. 2
- 1977 - Vi möts igen
- 1979 - Lev som du lär
- 1985 - Sånger från hjärtat
- 1987 - Tillsammans
- 1989 - Här är mitt liv
- 1990 - Greatest Hits 1962-1975
- 1995 - På begäran
- 1999 - Lyckliga gatan och andra Guldkorn